# Ray Dorset
Pour les articles homonymes, voir Dorset (homonymie).
Ray Dorset, né Raymond Edward Dorset le 21 mars 1946 à Ashford, Surrey, est un guitariste britannique, chanteur, compositeur et fondateur du groupe Mungo Jerry.

## Histoire
En 1957, il est renvoyé de son école. Il forme son premier groupe en 1957, les « the blue moon skiffle group ». Il devient coiffeur pour dames à Egham. Il rejoint ensuite le groupe « The Buccaneers ». En 1958, ils changent le nom du groupe pour les « The Conchords », ils enregistrent des standards du rock à Putney, la session coûte 10 livres sterling et est payée par son père.
En 1967, il répond à une annonce parue dans le Melody Maker et rejoint les « Memphis Leather ». Ils signent un contrat pour trois albums. Après, ils changent de nom pour "The Good Earth" et signent avec Pye Records.
En 1968, il forme le groupe Good Earth avec Colin Earl au clavier, Dave Hutchins à la basse, et Ray Bowerman à la batterie. Ils enregistrent alors l'album It's Hard Rock And All That. Puis, après le départ de Hutchins et de Bowerman, Joe Rush rejoint Dorset et Earl au washboard (ou planche à laver) et le groupe adopte alors un style plus acoustique skiffle. En 1970, à la suite du changement des membres du groupe, le groupe devient Mungo Jerry et connaît le succès grâce à des tubes tels que In the Summertime.
Parallèlement à la tête de son groupe Mungo Jerry, Ray Dorset entretient une carrière solo. En 1972, il enregistre un album intitulé Cold Blue Excursion, composé entièrement de ses propres chansons avec comme accompagnement des instruments à cordes et des cuivres. En 1983, il fait partie de l'équipe exceptionnelle de blues Katmandu composé de Peter Green et Vincent Crane, avec lesquels il enregistre l'album A Case For The Blues. En 1986, annoncé comme « Made in England », il enregistre et sort le générique de la série télévisée Prospects en single.
Une chanson enregistrée par Mungo Jerry, « Feels Like I'm in Love », a été écrite par Dorset pour Elvis Presley, mais malheureusement celui-ci mourut avant qu'elle ne lui soit présentée. Néanmoins, en 1979, elle est enregistrée par la chanteuse de disco Kelly Marie et devient numéro Un au Royaume-Uni en septembre 1980, ce qui accrut la popularité de Dorset, considéré alors comme un des premiers compositeurs à être en tête des UK Singles Charts avec des chansons interprétées par lui-même et par d'autres artistes.
En plus de la guitare, Ray Dorset a joué d'autres instruments sur scène et en studio, tels que l'harmonica, le mirliton, l'accordéon et autres instruments à clavier.
Il est père de six enfants, il a été marié trois fois. Chacun de ses trois mariages a produit deux enfants, il a trois petits-enfants. Il a épousé Britta, en 1995, ils ont vendu leur maison à Bielefeld en Allemagne et ont déménagé à Bournemouth. Ils possèdent deux maisons et un restaurant.